# Terminalia calophylla
Terminalia calophylla är en tvåhjärtbladig växtart som beskrevs av Louis René Tulasne. Terminalia calophylla ingår i släktet Terminalia och familjen Combretaceae. Inga underarter finns listade i Catalogue of Life.